# Lanczchuti (gmina)
Gmina Lanczchuti – jedna z trzech gmin regionu Guria w Gruzji z siedzibą w mieście Lanczchuti.

## Galeria

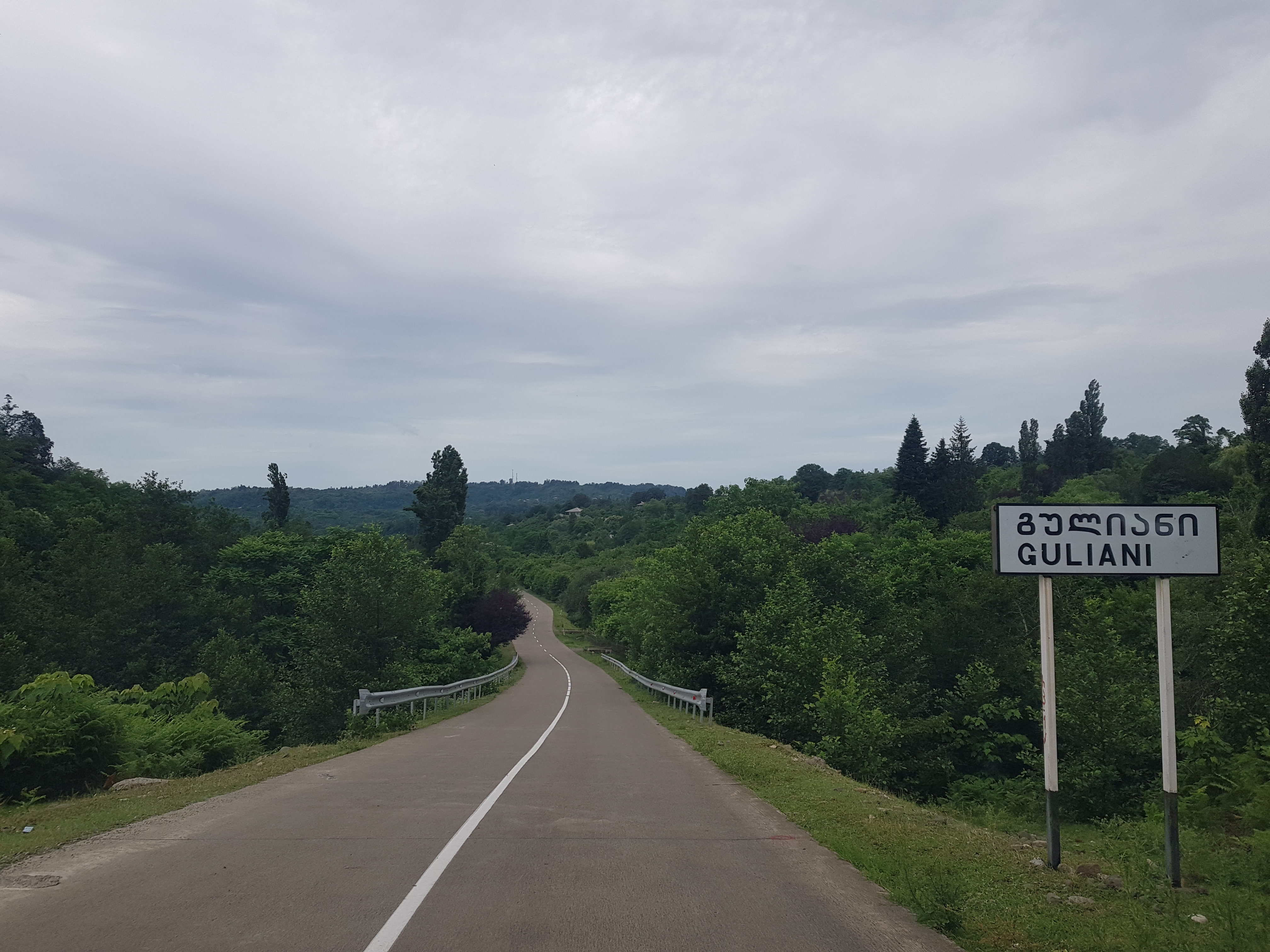
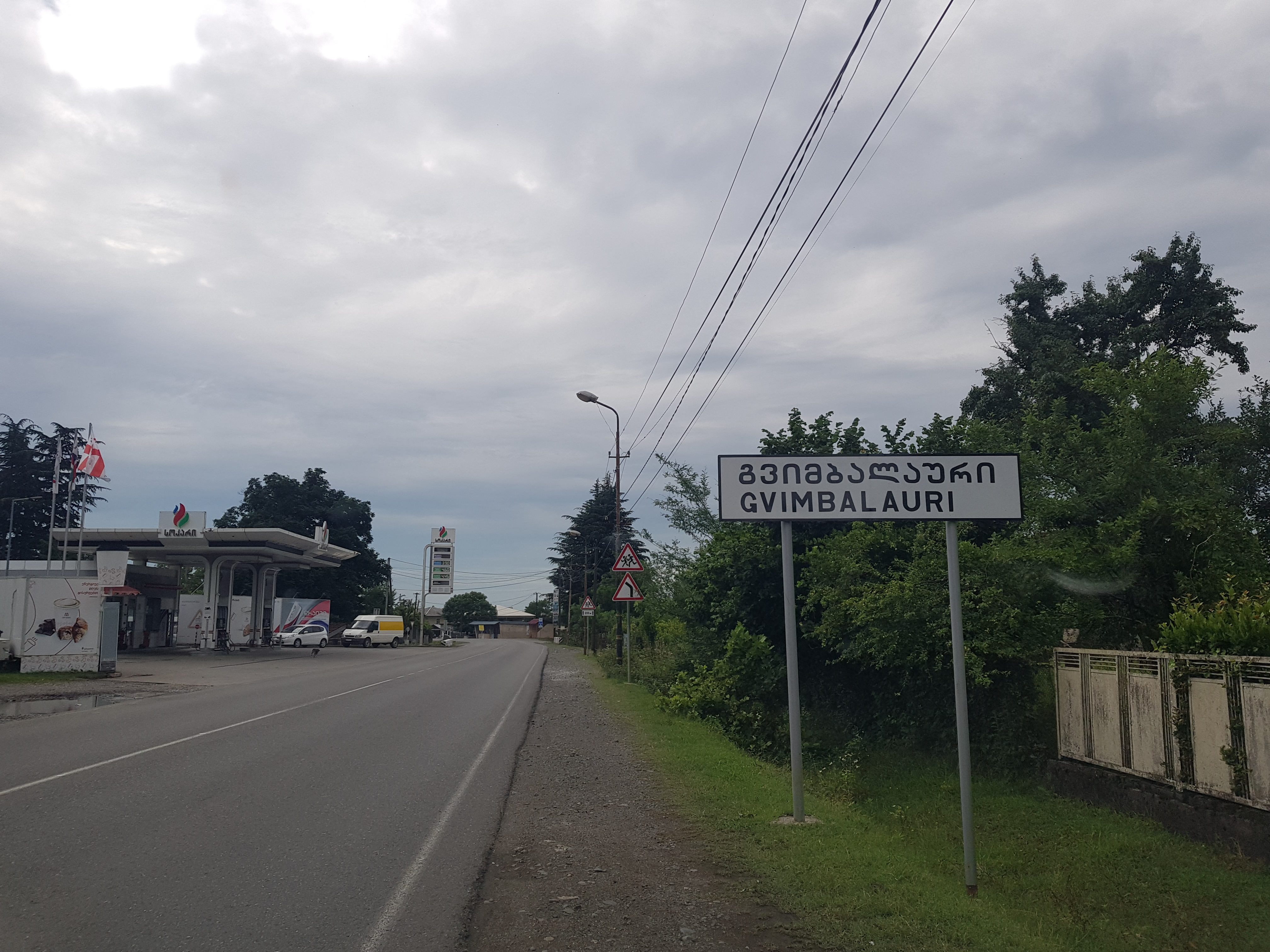
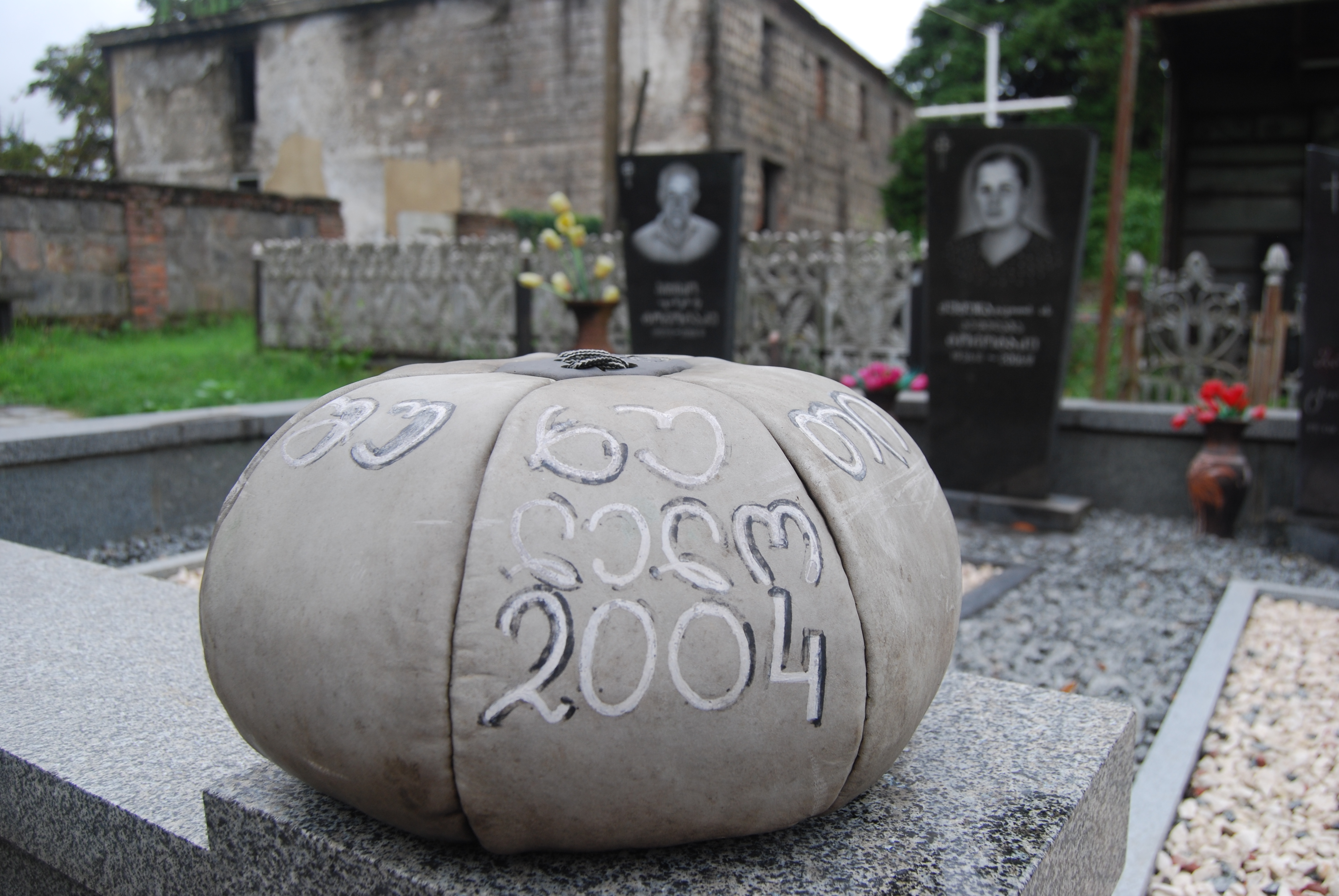
Cmentarz w Szuchuti
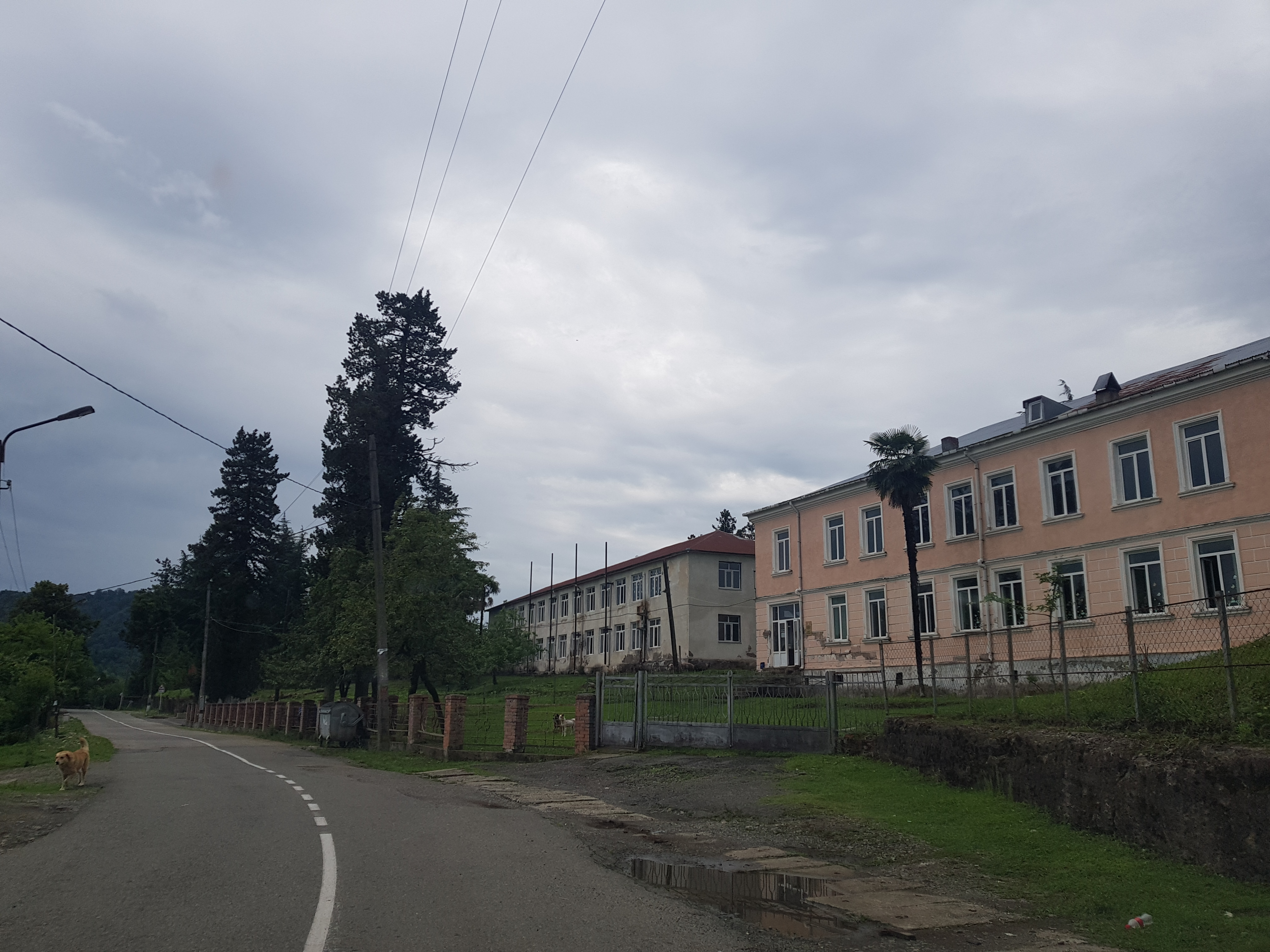
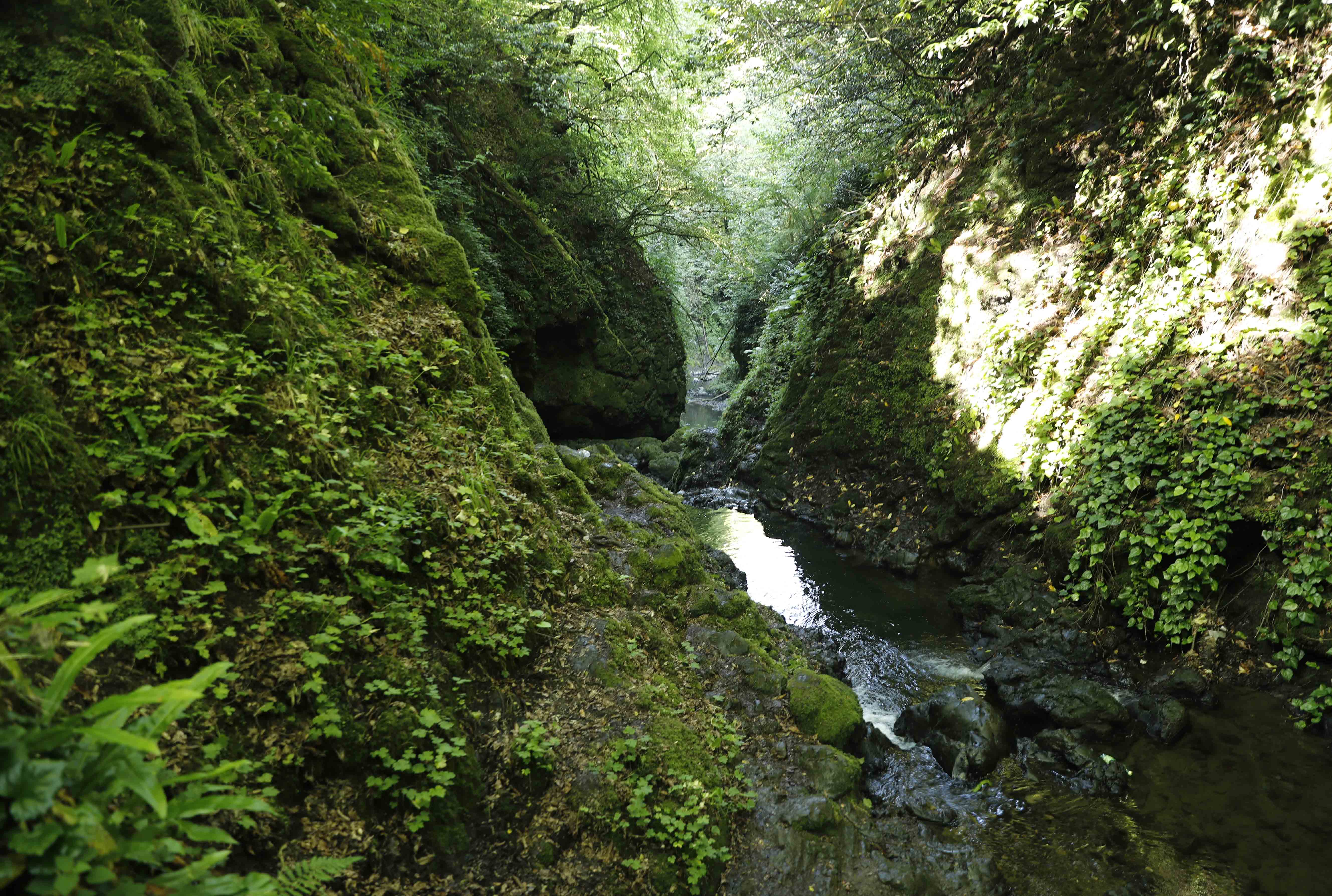
Kanion Sakuchia
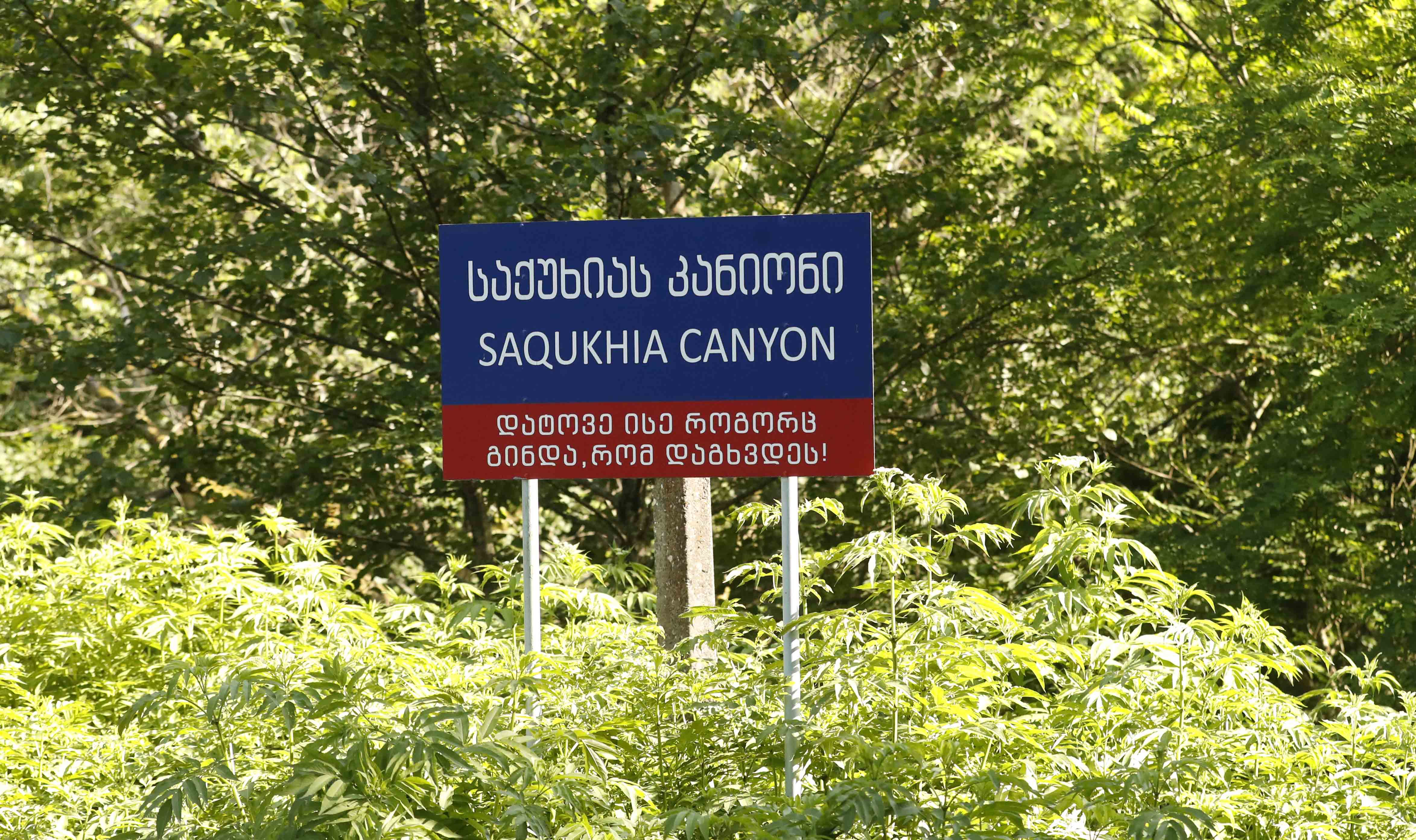
Kanion Sakuchia
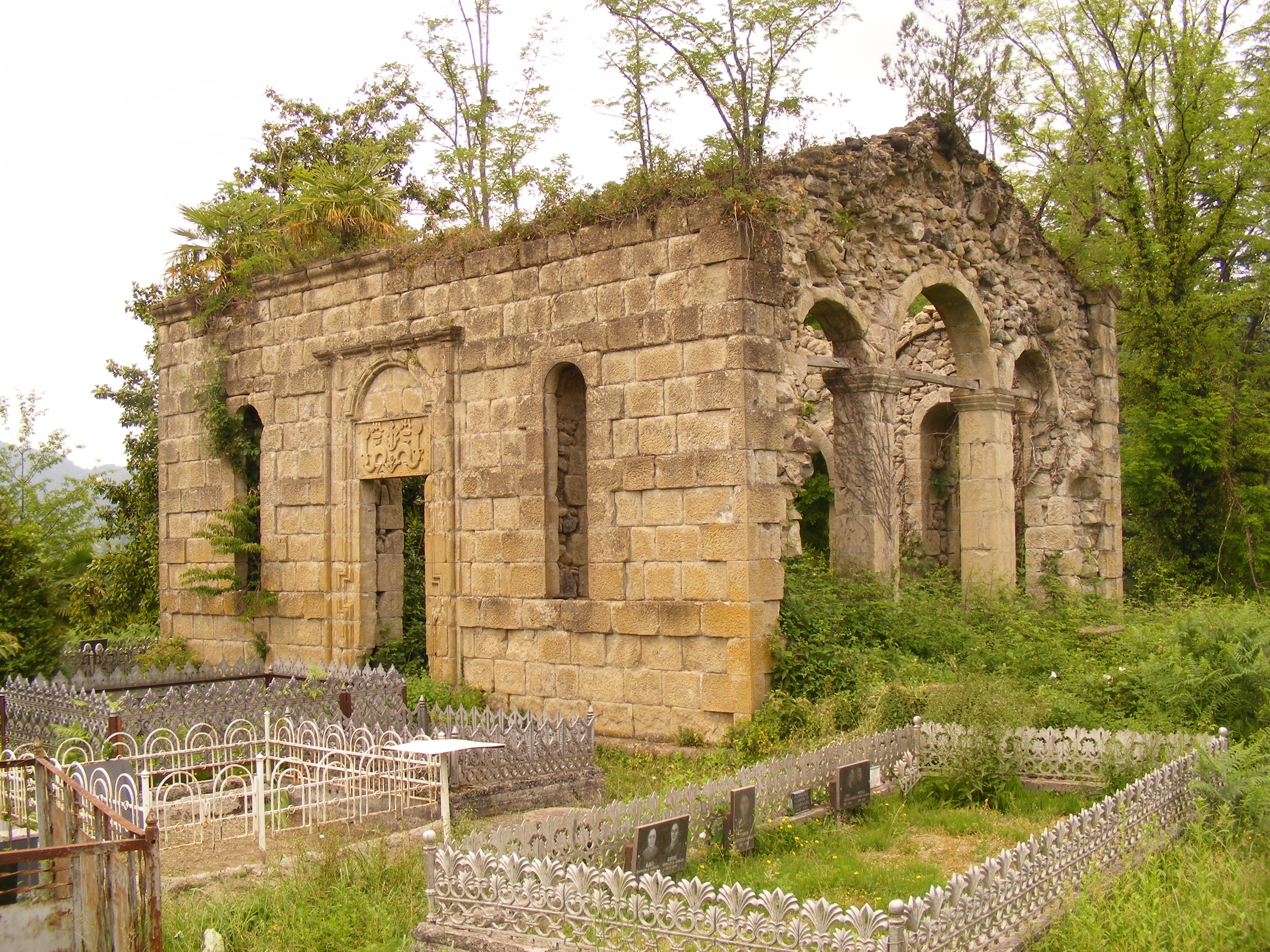
Kościół św. Jerzego w Aketi